# Julius Fredrik Friedenreich
Julius Fredrik Friedenreich, född 19 augusti 1643 i Eutin, död 21 juni 1691 i Stockholm, var en svensk apotekare och hovapotekare.

## Biografi
Julius Fredrik Friedenreich föddes 1643 i Eutin och bars till dopet av hertiginnan Julia Felicitas. Han var son till kanonikus Daniel Friedenreich i Lübeck och Margareta Bentzen. Friedenreich blev 1656 apotekarelärling i Köpenhamn hos sin blivandee styvfar. Därefter blev han apotekarelärling i Regensburg, Wien, Augsburg, med flera ställen från år 1660. Friedenreich återvände 1668 till Köpenhamn och fick 25 september 1669 privilegium på ett apotek i Viborg, Jutland. Han blev 10 december 1672 apotekare på Apoteket Svanen i Stockholm och blev 1683 hovapotekare hoos drottning Ulrika Eleonora den äldre. Friedenreich avled 1691 i Stockholm och begravdes 5 juli samma år i Sankt Nikolai kyrka.

### Familj
Friedenreich gifte sig 10 december 1672 med Justina Sofia Jung (1646–1710), dotter till handelsmannen, direktören över glasbruket Melchior Jung i Stockholm och Sofia Lorentzdotter Stormhatt. Justina Sofia Jung var änka efter apotekaren Samuel Ziervogel på Apoteket Svanen i Stockholm. Friedenreich och Jung fick tillsammans lagmannen Melchior Friedenreich (1678–1751) i Bohusläns lagsaga.